# Rhynchostegium vriesei
Rhynchostegium vriesei là một loài rêu trong họ Brachytheciaceae. Loài này được Dozy & Molk. A. Jaeger mô tả khoa học đầu tiên năm 1878.